# Lokomotiva U 46.0
Parní lokomotivy řady U 46.0 jsou úzkorozchodné stroje na území Česka provozované soukromými společnostmi. Tyto lokomotivy o rozchodu 760 mm byly vyráběny v lokomotivce v rumunské Rešici (odtud přezdívka „Reșița“ [rešica]) mezi lety 1951 a 1958 v počtu asi 180 kusů a byly určeny hlavně pro rumunské lesní železnice, kde jezdily s označením řady 764. V letech 1982 až 1987 pak na jejich výrobu navázala ještě produkce 12 strojů, které vyrobil traktorový závod v Reghinu. Stroje tohoto typu byly často po svém vyřazení odprodávány na různé evropské úzkorozchodné dráhy, které je provozují jako historická vozidla.

## Jindřichohradecká U 46.001
Do Česka přišla první „Reșița“ v roce 1999, zakoupily ji Jindřichohradecké místní dráhy a shodou okolností se jedná o poslední vyrobenou lokomotivu v Rešici z roku 1958. Stroj, který obdržel staré československé označení U 46.001, byl v letech 2000 až 2002 zrekonstruován s pomocí náhradních dílů z jiné zakoupené „Rešice“. Lokomotiva U 46.001 od té doby tahá historické parní vlaky na jindřichohradeckých úzkokolejkách. Klien-Lindnerovy nápravy byly u tohoto stroje nahrazeny klasickými nápravami.

## Osoblažská U 46.002
Lokomotiva, v Česku později označená jako U 46.002, byla vyrobena v roce 1951. Stroj byl po svém vyrobení nasazen do pravidelného provozu na rumunských lesních drahách, na kterých svážel dřevo z lesů. V roce 1998 byla odstavena z provozu a stála na odstavné koleji vystavena nepřízni počasí a místním sběratelům železa. Na sklonku roku 2003, kdy ji koupila 1. parní úzkorozchodná společnost (dnešní Slezské zemské dráhy) byla ve stavu totálního vraku. Lokomotiva dorazila do České republiky začátkem ledna 2004, kdy byla složena v krnovské firmě OLPAS Moravia. Takřka okamžitě byla rozebrána prakticky do posledního šroubku a započala oprava. Po opravě všech poškozených součásti nebo výrobě chybějících dílů začala kompletace. Poprvé se veřejnosti představila ještě jako nekompletní v červnu 2004 při konání Dne dráhy Třemešná ve Slezsku – Osoblaha. Poprvé se vlastní silou projela v listopadu 2004 u příležitosti konání Martinských slavností.

## Další technické údaje
- Lokomotiva má 4 spřažené hnací nápravy poháněné dvojčitým parním strojem na mokrou páru.
- Nápravy jsou usazené ve vnějším rámu. První a čtvrtá náprava jsou Klien-Lindnerovými rejdovanými nápravami. Tyto nápravy umožňují lokomotivě průjezd obloukem o minimálním poloměru 60 m.
- Rozvod lokomotivy je typu Heusinger.
- Maximální povolený tlak v kotli je 14 bar.
- Délka přes spřáhla 7 100 mm.
- Lokomotiva má po obou stranách kotle vodojemy – každý z nich má objem 3 m³.
- Za budkou strojvedoucího je uhlák do kterého se přibližně vejde 4 m³ uhlí.
- Lokomotiva je vybavena tlakovou a ruční brzdou, jednostupňovým kompresorem, dynamem a dvěma nesacími injektory.